# UnitedHealth Group
UnitedHealth Group Incorporated is een Amerikaans ziektekostenverzekerings- en gezondheidszorgbedrijf gevestigd in Minnetonka in de staat Minnesota. Het verkoopt verzekeringsproducten onder de naam UnitedHealthcare en gezondheidszorgdiensten onder het merk Optum.

## Geschiedenis
UnitedHealth Group ontstond eind 1974, toen het in Minnesota gevestigde Charter Med Inc. werd opgericht door Richard Taylor Burke. In 1977 werd UnitedHealthcare Corporation opgericht, het nam Charter Med over. In 1984 kreeg het een beursnotering aan de New York Stock Exchange.
In 1994 werd Ramsey-HMO overgenomen, een verzekeraar in de staat Florida. In 1995 volgde de acquisitie van The MetraHealth Companies Inc., waarvoor het US$ 1,65 miljard betaalde. In 1996 volgde de koop van HealthWise of America.
In 1998 werd het bedrijf gereorganiseerd, het werd een holding van UnitedHealthcare, Ovations, Uniprise, Specialized Care Services en Ingenix en de holding kreeg de naam "UnitedHealth Group".
De holding bleef een actieve partij in de acquisitiemarkt en nog veel overnames volgden. In juni 2019 volgde een grote overname van David Medical Group voor US$ 4,3 miljard. In hetzelfde jaar stemde het bedrijf er ook mee in om Equian over te nemen voor US$ 3,2 miljard. In maart 2022 werd de overname aangekondigd van LHC Group voor US$ 5,4 miljard. Deze transactie breidde de thuiszorgcapaciteiten uit door de diensten van LHC te combineren met die van bedrijfsonderdeel Optum. 
In februari 2022 werd de overname van Change Healthcare, het grootste platform voor gezondheidszorgbetalingen in het land, betwist door het Amerikaanse ministerie van Justitie op  grond van antitrustwetgeving. De rechter oordeelde tegen het ministerie en de koop ging door in september 2022. Anderhalf jaar later, in februari 2024, werd Change Healthcare slachtoffers van een cyberaanval, waardoor uitbetalingen aan artsen niet werden uitgevoerd en medische claims niet werden verwerkt door UnitedHealth Group, wat leidde tot wijdverbreide verstoringen. Ondanks dat het bedrijf ransomware betaalde om weer de beschikking te herkrijgen over de systemen bleef de dienstverlening onvolledig. De bestuursvoorzitter, Andrew Witty, werd opgeroepen voor het Amerikaanse Huis van Afgevaardigden en de Amerikaanse Senaat om te getuigen over de cyberaanval. UnitedHealth onthulde dat de hackers wel degelijk toegang hadden gekregen tot patiëntgegevens.
Op 4 december 2024 werd Brian Thompson, de CEO van de verzekeringsdivisie van UnitedHealth Group, gedood bij een schietpartij in New York. De schietpartij vond plaats buiten een hotel, waar UnitedHealth Group een bijeenkomst voor investeerders organiseerde. De schietpartij bracht veel gebruikers van sociale media ertoe hun minachting voor UnitedHealthcare, het Amerikaanse zorgverzekeringssysteem en voor Thompson persoonlijk te uiten. Korte tijd later arresteerde de politie de verdachte, Luigi Mangione, en beschuldigde hem van moord.

## Activiteiten
UnitedHealth Group heeft twee dochterondernemingen: Optum en UnitedHealthcare.
In 2023 bereikte het bedrijf een omzet van US$ 372 miljard, hierin was het aandeel van de premie-inkomsten US$ 291 miljard. De rest werd - in min of meer gelijke delen - behaald op de verkoop van diensten en producten. De belangrijkste uitgaven betreffen medische kosten, deze maakten 83% van de omzet uit in 2023 en het aandeel van de organisatiekosten was bijna 15% van de omzet. Na aftrek van belastingen en het winstaandeel toekomend aan derden resteerde een nettowinst van US$ 22,4 miljard. De groep telt meer dan 50 miljoen klanten, waarvan 90% in de Verenigde Staten woont. In 2024 daalde de winst fors, vooral in Zuid-Amerika. De verkoop van de activiteiten in Brazilië resulteerde in een verliespost van US$ 7 miljard en op de andere activiteiten in dit werelddeel werd ruim US$ 1 miljard verlies geleden. 
In de tabel hieronder staan enkele belangrijke gegevens van het bedrijf sinds 2005.
| Jaar | Omzet          | Netto- resultaat | Werknemers |
| Jaar | (×US$ miljard) | (×US$ miljard)   | Werknemers |
| ---- | -------------- | ---------------- | ---------- |
| 2005 | 46,4           | 3,1              |            |
| 2010 | 94,2           | 4,2              | 87.000     |
| 2015 | 157,1          | 5,8              | 200.000    |
| 2020 | 257,1          | 15,4             | 330.000    |
| 2021 | 287,6          | 17,3             | 350.000    |
| 2022 | 324,1          | 20,6             | 400.000    |
| 2023 | 371,6          | 23,1             | 440.000    |
| 2024 | 400,3          | 14,4             | 400.000    |

## Kritiek

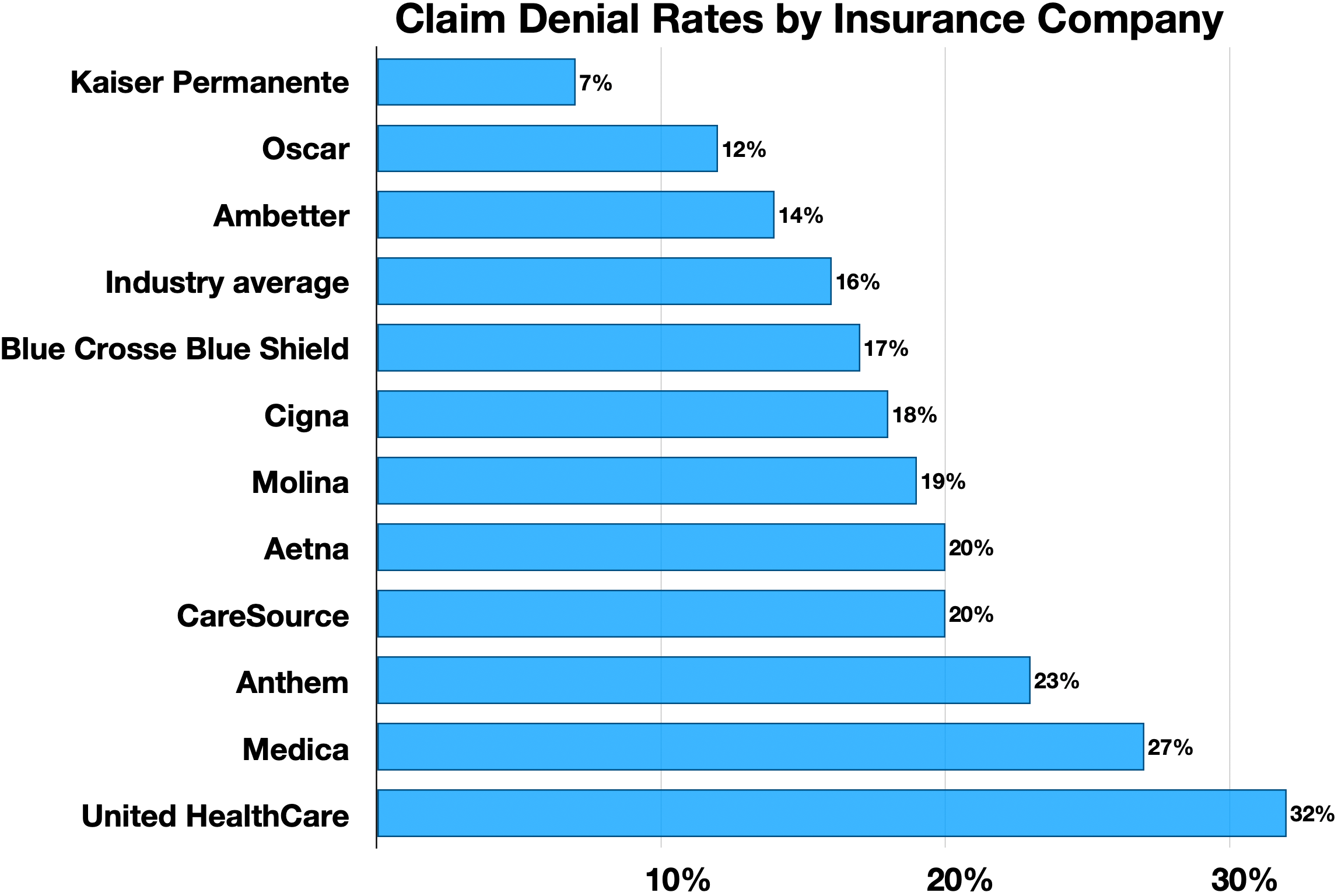
Afwijzingen claims verzekeraars (december 2024)

UnitedHealthcare wijst duidelijk meer claims af dan de sector, bij UnitedHealth ligt dit tweemaal hoger dan gemiddeld. Het bedrijf krijgt te maken met rechtszaken en kritiek omdat de AI-algoritmen veel fouten maken bij het afwijzen van claims. Het bedrijf is in conflict gekomen met ziekenhuizen, waarbij sommigen de verzekeraar hebben laten vallen vanwege betalingsvertragingen en lage vergoedingen. Deze praktijken hebben geleid tot frustratie en woede onder patiënten, zorgverleners en het publiek.
In juni 2025 werd bekend dat UnitedHealth Group onderwerp is van een onderzoek door het Amerikaanse ministerie van Justitie. Een paar maanden eerder waren al geruchten naar buiten gekomen dat het bedrijf misbruik heeft gemaakt van het Medicare Advantage programma. Door meer medische onderzoeken dan strikt noodzakelijk uit te voeren en hogere kosten in rekening te brengen zou het bedrijf oneigenlijk financieel voordeel hebben behaald ten koste van de Amerikaanse belastingbetaler. De koers van het aandeel is sinds het begin van het kalenderjaar gehalveerd.